# Peter Keetman
Peter Keetman (* 27. April 1916 in Elberfeld, heute Stadtteil von Wuppertal; † 8. März 2005 in Marquartstein, Bayern) war ein deutscher Fotograf.

## Leben und Werk
Peter Keetman wurde 1916 als Sohn einer wohlhabenden Familie in Elberfeld geboren. Sein Vater Alfred Keetman (1874–1957), verheiratet mit Käthe Simons, war Konsul und Bankdirektor des Bankhauses J. Wichelhaus P. Sohn, in das sein Vorfahr Johann Keetman eingeheiratet hatte. Das 1981 abgetragene Haus Keetman war sein Geburts- und Elternhaus. Peter Keetman lebte mit seiner Frau Esa in Prien, Breitbrunn und Marquartstein im Chiemgau (Oberbayern). Die Komponistin und Musikpädagogin Gunild Keetman war seine Schwester.
Von 1935 bis 1937 besuchte Peter Keetman die Bayerische Staatslehranstalt für Lichtbildwesen (zuletzt: Staatliche Fachakademie für Fotodesign München). Anschließend assistierte er bei der Industrie- und Porträtfotografin Gertrud Hesse in Duisburg und im Atelier des Industriefotografen Carl Heinz Schmeck in Aachen. 1940 wurde er zu den Eisenbahnpionieren einberufen und kehrte 1944 schwer verletzt aus dem Krieg zurück. Nach seiner Genesung besuchte er die Meisterklasse der Bayerischen Staatslehranstalt für Lichtbildwesen und legte 1948 seine Meisterprüfung ab. 1948 assistierte er Adolf Lazi bei der Planung und Umsetzung der Ausstellung Die Photographie 1948 im Stuttgarter Landesgewerbemuseum.
Keetman war 1949 Gründungsmitglied der avantgardistischen Fotografengruppe fotoform und bestimmte als freiberuflicher Werbefotograf in den 1950er Jahren maßgeblich die Richtung mit, die die Subjektive Fotografie einschlug. In der 1951 von Otto Steinert zusammengestellten Ausstellung Subjektive Fotografie und im dazu erschienenen Band haben Keetmans Werke einen festen und stilbildenden Platz. Ab 1948 war Keetman mit Bildern und Portfolios in allen maßgeblichen deutschen Fotozeitschriften vertreten, später auch in einigen internationalen Magazinen. Dazu kommen aufgrund der bevorzugten Themen viele Veröffentlichungen und Illustrationen in Periodika, die sich mit Architektur, Industriefotografie, Design oder Graphik beschäftigen. Besonders bekannt wurde seine Werk-Serie Eine Woche im Volkswagenwerk die er 1953 bei Volkswagen in Wolfsburg aufnahm. Seine durch Bildausschnitt und Perspektive grafisch gestalteten Aufnahmen von Fließbandtechnik, Karosserieteilen und technischen Details beim Bau des VW Käfers waren revolutionär.
Das Museum Folkwang und die Stiftung F. C. Gundlach widmetem dem Fotografen 2016 anlässlich seines 100. Geburtstags eine umfassende Retrospektive unter dem Titel Gestaltete Welt. Ein fotografisches Lebenswerk.

## Ausstellungen (Auswahl)
- 1961: Peter Keetman, Staatliche Landesbildstelle, Hamburg
- 1980: fotoform. Peter Keetman, Galerie Kicken, Köln
- 1982: Peter Keetman. Photographien, PPS. Galerie F. C. Gundlach, Hamburg
- 1989: Fotografien von Peter Keetman, Fotografie Forum Frankfurt
- 1991: Peter Keetman. Fotografien 1937–1987, Fotomuseum im Stadtmuseum München
- 1994: Peter Keetman. Fotografien, Von der Heydt-Museum, Wuppertal
- 1995: Peter Keetman and fotoform, Howard Greenberg Gallery, New York
- 1996: Peter Keetman. Bilder aus dem 1995 erworbenen Archiv, Museum Folkwang, Essen
- 2003: Peter Keetman. Volkswagenwerk 1953, Kunstmuseum Wolfsburg
- 2006: Peter Keetman, Kicken, Berlin
- 2016/17: Peter Keetman. Gestaltete Welt, Museum Folkwang, Essen
  - Haus der Photographie, Deichtorhallen, Hamburg
  - Kunstfoyer, München (2017)

## Auszeichnungen
- 1981 David-Octavius-Hill-Medaille
- 1991 Kulturpreis der Deutschen Gesellschaft für Photographie